# ولاتکو استویانوفسکی
ولاتکو استویانوفسکی (انگلیسی: Vlatko Stojanovski؛ زادهٔ ۲۳ آوریل ۱۹۹۷) بازیکن فوتبال اهل مقدونیه شمالی است.
از باشگاه‌هایی که در آن بازی کرده‌است می‌توان به باشگاه فوتبال نیم المپیک اشاره کرد.
وی همچنین در تیم‌های ملی فوتبال زیر ۲۱ سال مقدونیه شمالی و مقدونیه شمالی بازی کرده‌است.